# Лилибет Сассекская
Принцесса Лилибет Сассекская (англ. Princess Lilibet of Sussex), полное имя — Лилибет Диана Маунтбеттен-Виндзор (англ. Lilibet Diana Mountbatten-Windsor; род. 4 июня 2021, Санта-Барбара, Калифорния, США) — член британской королевской семьи, внучка короля Великобритании Карла III и принцессы Уэльской Дианы, второй ребёнок принца Гарри, герцога Сассекского, и его жены Меган. Сразу после рождения стала восьмой в порядке британского престолонаследия, после смерти своей прабабки Елизаветы II 8 сентября 2022 года поднялась на седьмую позицию.

## Биография
Первые слухи о том, что Меган, герцогиня Сассекская, беременна во второй раз, появились в октябре 2020 года. Считалась высокой вероятность того, что ребёнок родится до конца года, но эта информация не подтвердилась. 14 февраля 2021 года Гарри и Меган официально объявили, что ждут второго ребёнка, а 8 марта Гарри сказал во время интервью, что это дочь. Заранее было известно, что роды пройдут в Санта-Барбаре (Калифорния).
Ребёнок появился на свет 4 июня 2021 года. Девочка стала 11-м по счёту правнуком королевы Елизаветы II, наследником британского престола восьмой очереди и первым членом британского королевского дома, появившимся на свет в Америке и имеющим по этой причине право на гражданство США.
Сразу после первых сообщений о беременности герцогини Меган британские букмекеры начали принимать ставки на выбор имени для ребёнка. Считалась высокой вероятность того, что это будут имена Диана, Спенсер (в честь бабки по отцу), Елизавета (в честь прабабки по отцу), Филипп (в честь прадеда по отцу), Альберт, Оливер, Дория (в честь бабки по матери), Альфи или Александр (на ту же букву, что и имя Арчи). Когда выяснилось, что родится девочка, самым популярным вариантом стало имя Диана. На втором месте оказалось имя Елизавета, на третьем — Грейс, озвучивались варианты Алиса, Александрия, Екатерина. В итоге ребёнок получил имя Лилибет Диана — в честь прабабки-королевы (Лилибет — семейное прозвище королевы) и бабки, принцессы Уэльской. Как и её старший брат, Лилибет носит фамилию Маунтбеттен-Виндзор.
С момента рождения девочка как дочь герцога именуется леди. Являясь правнучкой монарха, она не получила сразу формальный статус принцессы и титулование Королевское высочество. Теоретически эти права у Лилибет появились после смерти Елизаветы II в сентябре 2022 года, когда королём под именем Карла III стал дед ребёнка Чарльз. В марте 2023 года родители девочки начали использовать для неё титул принцессы (а для Арчи — титул принца). Эти титулы появились и на официальном сайте королевской семьи. 
После смерти прабабки Лилибет поднялась на седьмую позицию в линии престолонаследия. Она, её родители и старший брат живут главным образом в Америке, в Монтесито (Калифорния). Там же (в нарушение традиций королевской семьи) принцессу и крестили 3 марта 2023 года. Церемонию провёл англиканский архиепископ Лос-Анджелеса Джон Тейлор, крёстным отцом девочки стал актёр и комик Тайлер Перри.